# Frederick Fox
Frederick Alfred Fox (* 17. Januar 1931 in Detroit/Michigan; † 24. August 2011) war ein US-amerikanischer Komponist und Musikpädagoge.

## Leben und Wirken
Fox hatte in seiner Jugend in Detroit Saxophonunterricht bei Laurence Teal und Unterricht in Musiktheorie bei Ray McConnell. Er studierte dann Komposition bei Ruth Shaw Wylie an der Wayne State University, bei Ross Lee Finney an der University of Michigan und bei Bernhard Heiden an der Indiana University.
Ab 1964 lehrte er Musiktheorie und Komposition an der California State University, East Bay. 1974 wechselte er an die Indiana University und gründete das New Music Ensemble der Universität, das er bis 1992 leitete. Zu seinen Schülern zählten u. a. James Aikman, Margaret Brouwer, David Dzubay, Keith Fitch, Jeffrey Hass, Jeeyoung Kim, Robert Paterson, Mark Phillips, Stephen Suber, Teresa LeVelle, Stefan Freund, Till MacIvor Meyn, David Heuser, Timothy Luby, David DeBoor Canfield und Andrew Earle Simpson.
Fox komponierte mehrere Werke für das Saxophon, darunter Shaking the Pumpkin, Visitations und Hear Again in Memory (für Eugene Rousseau), S.A.X. (für Larry Teal) und Annexus (für Thomas Liley); außerdem ein Ballett, Orchesterwerke und Instrumentalkonzerte, Kammermusik und Chorwerke. In seinen Kompositionen verbindet er die serielle Kompositionstechnik mit Elementen aus der Jazzmusik. Zu seinen Einflussgebern zählten Béla Bartók und Anton Webern, aber auch der Bebop und Charlie Parker.
Fox wurde für seine Kompositionen mehrfach ausgezeichnet, u. a. erhielt er drei Preise des National Endowment for the Arts. Seine Werke wurden in den USA, in Lateinamerika, Europa und Japan aufgeführt. Aufgenommen wurden u. a. Night Ceremonies mit dem Louisville Orchestra und The Descent mit den Gregg Smith Singers.